# 中华人民共和国国内贸易部
中华人民共和国国内贸易部简称内贸部，是中华人民共和国国务院已撤销的组成部门，主管全国商品流通。

## 历史沿革

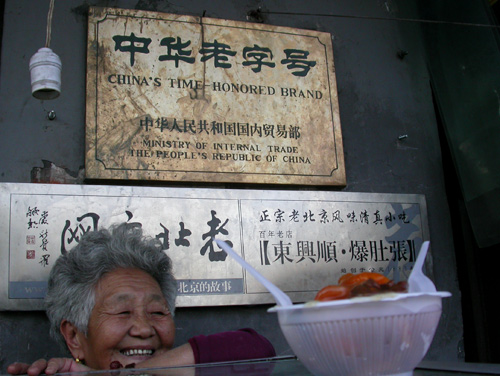
由原国内贸易部颁发的中华老字号牌匾，商务部成立后老字号牌匾的颁发机构随之改为商务部

1993年，根据第八届全国人民代表大会第一次会议批准的国务院机构改革方案，撤销商业部、物资部，组建国内贸易部。
1998年，根据第九届全国人民代表大会第一次会议批准的国务院机构改革方案，将国内贸易部改组为国家国内贸易局，由国家经贸委管理。
2001年2月19日，国家国内贸易局被撤销，有关行政职能并入国家经贸委。2003年，原国家经济贸易委员会的内贸管理职责划入新组建的商务部，结束了长达半世纪的中国内外贸易分立体制。

## 历任部长
1. 1993-1995 张皓若
2. 1995-1998 陈邦柱